# Мацуєв Микола Іванович
Микола Іванович Мацуєв (16 лютого 1894, с. Блистава, Чернігівська губернія — 24 серпня 1975, Москва) — бібліотекознавець і бібліограф українського походження. Автор багатотомного покажчика російської та перекладної літератури XX століття (1917—1965).

## Життєпис
Народився в 1894 в селі Блистава Чернігівської губернії. Закінчивши Чернігівську гімназію, вступив на історико-філологічний факультет Київського університету, згодом перевівся на історико-філологічний факультет Імператорського петербурзького університету. Навчався у лінгвіста Олексія Шахматова, займався в семінарі Семена Венгерова. Мацуєва-студента цікавило вивчення античності, французької та італійської літератури Середньовіччя та Відродження. Закінчив університет в 1917. У 1918 повернувся в Україну.
З 1922 жив у Москві. Займався бібліотечною і бібліографічною працею. Близько п'яти десятиліть присвятив роботі зі складання багатотомного бібліографічного покажчика художньої літератури та літературного життя в Радянському Союзі з 1917—1965.
Брав участь у Другій світовій війні, в 47 років пішовши на фронт добровольцем.
Помер в Москві в 1975. Похований на Ваганьковському цвинтарі.

## Наукова робота
На початку 1920-х Мацуєв брав участь у колективній роботі з підготовки одного з перших радянських покажчиків художньої літератури "Художня література російська та перекладна. 1917–1925. Покажчик статей і рецензій, що вийшов у 1926 і поклав початок власній багаторічній праці над бібліографічним літописом російського літературного життя періоду після Жовтневого перевороту.
У 1930-х за участі і під редакцією Мацуєва у виданні Російської державної бібліотеки вийшов бібліографічний покажчик «М. Ю. Лермонтов. 1814–1939» (М., 1939).
Головна праця Мацуєва — багатотомна бібліографія художньої літератури і літературного життя в 1917–1965. Видання виходило з 1926 по 1972 під різними назвами («Художня література російська та перекладна», «Художня література і критика російська і перекладна», «Радянська художня література і критика») і склало в цілому 15 томів (окремі томи — в 2 випусках). Бібліографія включала переліки нових видань, рецензій на них і критичних статей про творчість їхніх авторів.
Згідно з авторським задумом, видання мало представляти реєстраційну бібліографію, що охоплює «всі книги — від зібрання творів відомого автора, що був виданий у центральному видавництві, і до невеликого зошиту віршів поета-початківця, що з'явився на далекій околиці».
Але здійснення такого видання без купюр в підцензурні роки було неможливим. Перші випуски, куди увійшли описи багатьох згодом заборонених в Радянському Союзі книг, були заборонені цензурою і вилучені з бібліотек. Заборона поширювалася і на згадку імен опальних авторів в пізніших випусках, в тому числі в покажчиках — це розглядалося Головлітом як рекомендація і пропаганда.
Історик книги і цензури Арлен Блюм в праці «Заборонені книги російських письменників і літературознавців» наводить заборонний відгук цензорів на випуск 1940 року:
У книзі перераховуються, а тим самим рекомендуються твори ворогів народу: Аросєва, Воронського, Бєлих, Кольцова, Колбасьєва та ін. Ці ж прізвища згадуються в кінці книги.

Сучасники свідчать про опір Мацуєва цензурним заборонам. За спогадами літератора Абрама Пале, коли видавництво не включило до довідника покажчик, Мацуєв, розуміючи, що відсутність цієї частини довідкового апарату ускладнить роботу читача з книгою, самостійно виготовив кілька машинописних копій покажчика до випуску 1960—1961 років і розіслав по головних бібліотеках країни:

Це повинно було чимало допомогти відвідувачам бібліотек в роботі над довідником… Тільки одна Публічна бібліотека ім. Салтикова-Щедріна відповіла листом подяки.

Микола Мацуєв виступав також як автор численних статей і рецензій з питань бібліографії, книжкової та бібліотечної справи, бібліографічних оглядів, робіт, присвячених особистим бібліотекам письменників. Був упорядником численних бібліографічних довідок, рецензентом словників і письменників.
Друкувався в журналах «Книжкові новини», «Літературний критик», «Знамя», «Новый мир», «У світі книг» та ін.

## Оцінки
Енциклопедія «Книга» вказує, що в процесі створення основних праць Миколи Мацуєва «сформувався тип галузевого обліково-реєстраційної бібліографічного посібника», а самі ці праці є «свого роду бібліографічним літописом вітчизняної художньої літератури і літературного життя за 1917–1965».
"Гігантська, фактично одноосібна праця Мацуєва зі складання бібліографічного літопису літературного життя з 1917 по 1965 відзначена укладачами Фундаментальної електронної бібліотеки як «Російська література і фольклор».
Визначаючи роботи Миколи Мацуєва як «важливі бібліографічні посібники з історії радянської літератури», електронна бібліотека «Наукова спадщина Російської федерації» вказує, що вони «відрізняються великою повнотою».

## Спадщина
Після смерті Миколи Мацуєва залишилася велика кількість не закінчених ним робіт.
У 1981 посмертно видана його незавершена праця «Русские советские писатели. Материалы для биографического словаря. 1917—1967», що містить біографічні і бібліографічні відомості про понад 4000 письменників.
Архів Миколи Мацуєва зберігається в РДАЛМ, частина паперів — в Архіві Російської академії наук.

## Основні праці
- Мацуев Н. И., Беловская М. Р., Пруссак И. И. Художественная литература русская и переводная. 1917—1925 гг. Указатель статей и рецензий. — М. ; Одесса : Изд-во книжно-библиотечных работников, 1926. — 171 с. — 3000 екз.
- Мацуев Н. И. Художественная литература и критика русская и переводная. 1926—1928 гг. Библиографический указатель. Статьи и рецензии о книгах, теория и история литературы, критика, иконография писателей / предисл. Н. К. Пиксанова. — М. : Книжно-библиотечные работники, 1929. — 297 с. — 1500 екз.
- Мацуев Н. И. Три года советской литературы: Библиографический указатель за 1931—1933 гг. — М. : Сов. литература, 1934. — 115 с.

- Мацуев Н. И. Художественная литература русская и переводная. 1928—1932 гг. Указатель статей, рецензий и аннотаций. — М. : Гослитиздат, 1936. — 339 с. — 3000 екз.
- Мацуев Н. И. Художественная литература, русская и переводная, в оценке критики. 1933—1937 гг. Библиографический указатель. — М. : Гослитиздат, 1940. — 340 с. — 2400 екз.
- Мацуев Н. И. Художественная литература русская и переводная. 1938—1953 гг. Библиография. — М. : Гослитиздат, 1956. — 548 с. ; Т. 2. — 367 c.
- Мацуев Н. И. Советская художественная литература и критика. 1938—1948. Библиография. — М. : Сов. писатель, 1952. — 431 с.; То же. 1949—1951. — М., 1953. — 275 с.; То же. 1952—1953. — М., 1954. — 299 с.; То же. 1954—1955. — М., 1957. — 415 с.; То же. 1956—1957. — М., 1959. — 548 с.; То же. 1958—1959. — М., 1962. — 673 с.; То же. — 1960—1961. — М., 1964. — 569 с.; То же. 1962—1963. — М., 1970. — 624 с.; То же. 1964—1965. — М., 1972. — 647 с.
- Мацуев Н. И. Русские советские писатели: материалы для биографического словаря, 1917—1967 / вступ. ст. В. В. Гура. — М. : Сов. писатель, 1981. — 254 с. — 10 000 прим.